# Láska (film)
Láska je poetické filmové drama režiséra Karla Kachyni z roku 1973.

## Děj
Film pojednává o milostném okouzlení šestnáctiletých studentů Andrey a Petra a jejich rodičů, kteří se po dlouhé době opět setkávají.

## Tvůrci
- režie: Karel Kachyňa
- scénář: Ota Hofman, Karel Kachyňa
- kamera: Josef Pávek
- hudba: Zdeněk Liška

## Obsazení
| Jaroslava Schallerová | Andrea       |
| Oldřich Kaiser        | Petr         |
| Milena Dvorská        | Eva          |
| František Velecký     | Petr Brukner |
| Hana Houbová          | Mysková      |
| Jiří Pleskot          | Seelinger    |
| Vladimír Šmeral       | profesor     |

## Přijetí kritikou
Film je považován za normalizační dílo, které nedosahuje kvalit ostatních filmů režiséra.